# (In My) Solitude
(In My) Solitude è una canzone, divenuta uno standard jazz, composta nel 1934 da Duke Ellington, con testo di Irving Mills e Eddie DeLange.

## Storia
La prima incisione fu realizzata da Fats Waller in una versione strumentale, accompagnato dal solo organo, nel 1935. Ellington la incise nel 1940 con la solita Ivie Anderson. Nella sua autobiografia Music is My Mistress (La musica è la mia maestra) Duke Ellington racconta che aveva scritto lo spartito del brano a Chicago presso lo studio di registrazione della Victor Records. In attesa che la band che registrava prima di lui e dei suoi musicisti, che aveva sforato rispetto ai tempi previsti, «così, in piedi, appoggiato alla recinzione di vetro dello studio, ho scritto lo spartito di Solitude in 20 minuti».

## Esecuzioni notevoli
- Paul Robeson  registrato a Londra il 18 ottobre 1937.
- Billie Holiday (1941) e (1956) nell'omonimo album
- Billy Eckstine (1947 con la sua orchestra)
- The Hi-Lo's - Ring Around Rosie (1957)
- Ella Fitzgerald - Ella Fitzgerald Sings the Duke Ellington Songbook (1958)
- Sam Cooke - Tribute to the Lady  (1959)
- Tony Bennett e Count Basie - In Person! (1959)
- Louis Armstrong - Louis Armstrong e Duke Ellington : The Great Summit/Complete Sessions (1961)
- Aretha Franklin for her album "Laughing on the Outside" (1962).
- Nina Simone - Nina Simone Sings Ellington  (1962)
- Duke Ellington, Charles Mingus and Max Roach - Money Jungle (1962)
- Jimmy Scott
- Terence Blanchard e Jeanie Bryson - In My Solitude: The Billie Holiday Songbook (1994)
- Dr. John - Duke Elegant (2000)
- Etta James - Blue Gardenia (2001)
- Eyran Katsenelenbogen (2005)
- Herbie Hancock - River: The Joni Letters (2008)
- Marianne Faithfull - Easy Come, Easy Go (2008)
- Mark Isham & Kate Ceberano (2009).